# شونجي كيشي
شونجي كيشي (貴志 俊治) (25 يوليو 1961 في توكوشيما في اليابان – )؛ هو لاعب كرة قدم سابق كان يلعب كمدافع.

## وصلات خارجية
- J.League Data Site (باليابانية)